# 苏联军事史
苏联军事史从1917年11月7日的十月革命开始，到1991年的苏联解体为止。

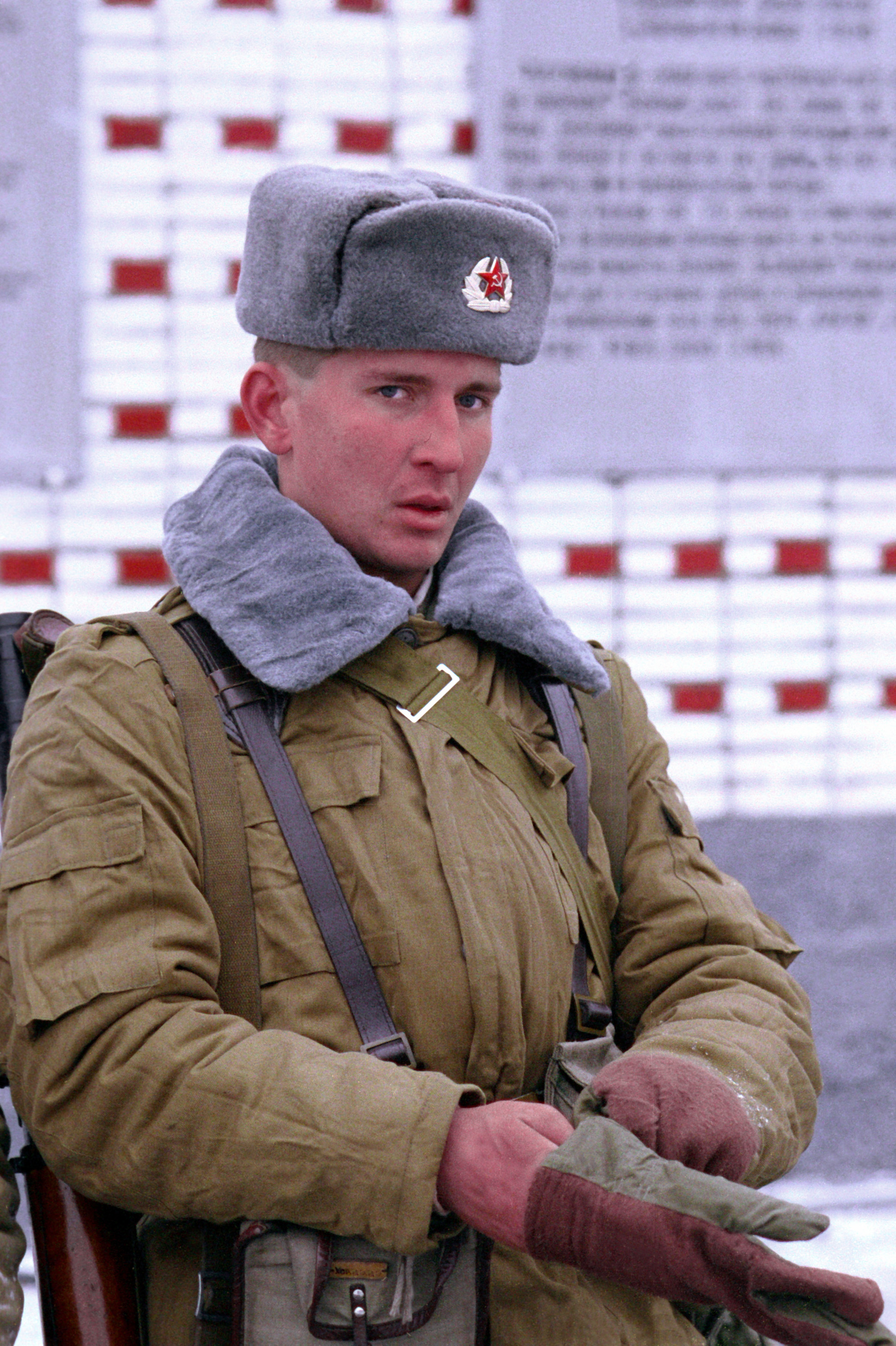
戴著蘇聯毛帽的塔曼师成员，是典型蘇軍形象

为应对白军和外国军队的干涉，1918年1月28日，苏俄人民委员会通过了建立工农红军的法令。在1918年，红海军也建立了起来。1918年-1921年，苏联红军还参与了与波兰的战争。20世纪20年代至40年代，苏联派出军事顾问到过中华民国、西班牙等国家。1939年，苏联红军在西方与芬兰进行战争，在东方与日本帝国在中华民国与蒙古人民共和国的边境上有过诺门坎冲突。1941年-1945年，苏联红军参与了苏德战争，抵挡住了纳粹德国的进攻，并在1945年成功占领纳粹德国首都柏林。
1946年，苏联红军和苏联红海军一起改组为苏联武装力量。冷战时期，苏联的军事力量除了苏联武装力量之外，还有内务部的内卫部队、克格勃的边防部队。第二次世界大战结束之后，苏联成为与美国并驾齐驱的超级大国，苏联的军事力量有着数量庞大的常规武器和核武器。苏联的军事力量在冷战时期参与过朝鲜战争、中苏边界冲突、阿富汗战争、越南战争、阿拉伯-以色列冲突，并参与干预1956年的匈牙利十月事件和1968年的捷克斯洛伐克布拉格之春。 
1991年苏联解体时，苏联的军事力量被各个加盟共和国瓜分，由於蘇聯時期各加盟國就已有各國自己的軍隊，因此一些重要裝備（如核武）的轉移是透過必須外交談判才能完成。俄罗斯分得的数量最多。

## 苏联军事的发展历史

### 1918年十月革命及苏俄成立初期

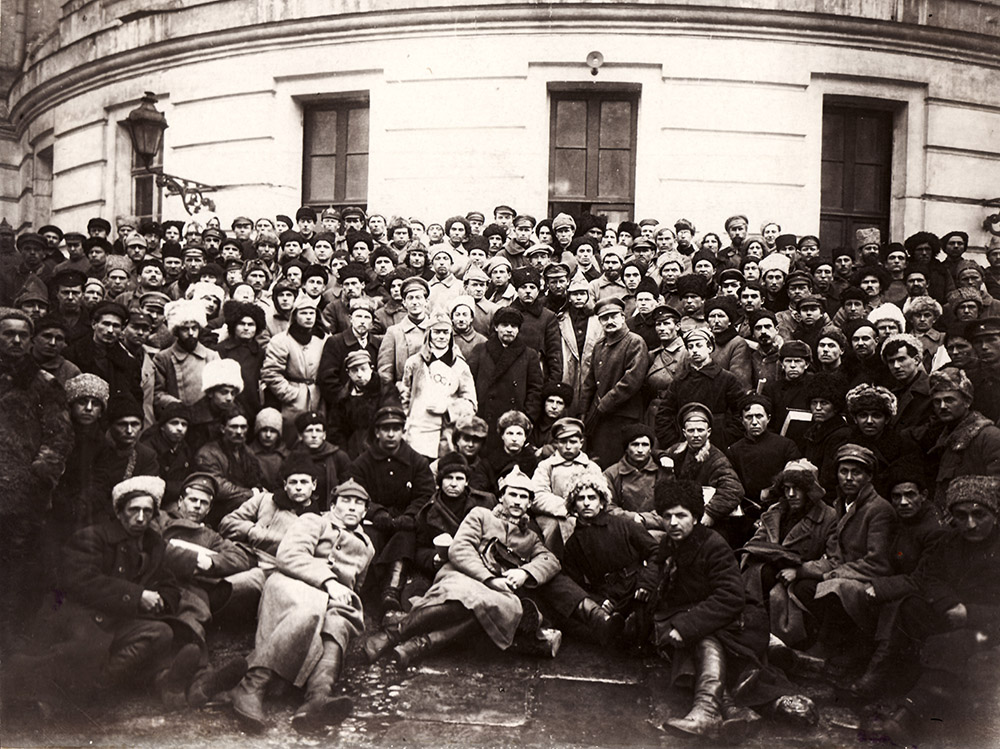
在彼得格勒，苏联红军官兵簇拥在列宁和托洛茨基的身边合影

1914年，俄罗斯帝国参与了第一次世界大战，庞大的战争支出让俄罗斯人民不堪重负，1917年3月8日（儒略历2月23日；除了特別註明，下列日期一律用格里曆，即西历显示），俄国二月革命爆发，沙皇尼古拉二世被迫逊位，1917年11月7日（儒略历10月25日），十月革命爆发，布尔什维克夺去了权力，新生的布尔什维克政权受到白军和外国势力的破坏，1917年12月20日，全俄肃清反革命及怠工非常委员会（即契卡）成立，1918年1月28日，苏俄人民委员会通过了建立工农红军的法令，在同一年，苏俄人民委员会成立了红海军。
1918年2月18日，德意志帝国的军队开始进攻苏俄，2月23日，进过英勇的战斗，苏俄红军暂时挡住了德军的进攻，这天被定为红军的建军节。

### 内战时期
1918年春，孟什维克和社会革命党支持的主要由俄罗斯帝国在第一次世界大战中俘虏的捷克、奥匈帝国战俘组成的捷克兵团三万餘人哗变，7月，控制了从贝加尔湖到乌拉尔山脉的西伯利亚铁路。11月18日孟什维克和社会革命党的政府被原俄罗斯帝国海军上将高尔察克的政变推翻。高尔察克自称“全俄的最高统帅”。
第一次世界大戰結束以後，英國、法國、日本、波蘭、美国等國因不滿蘇俄單方面退出對德意志帝国的戰爭，以及沙皇俄國債務等問題，對俄國革命進行了武裝干涉（其中包括北洋军阀统治下的中华民国）。恰在此时，原俄罗斯帝国境内持完全不同政治主张的各派势力——包括支持恢复沙皇制的保皇党、支持建立全民普选民主的共和派、被布尔什维克党定性为假社会主义而遭镇压的社会主义者（如左翼俄国社会革命党和孟什维克）、东正教会的虔诚信徒等代表富農、地主和資產階級利益的力量，不得不联合起来对抗布尔什维克党，組織起数量庞大、所占地域极其广阔的白軍，由高尔察克、邓尼金、弗兰格尔、尤登尼奇等分别在各地指挥，发起了反對蘇維埃政權的苏俄内战。原俄罗斯帝国境内的各少数民族趁此俄国内战的良机，也相继建立了数个独立主权国家，如彼得留拉的乌克兰人民共和国、格鲁吉亚民主共和国、库班哥萨克建立的库班人民共和国等，宣布脱离俄罗斯而独立。由于白軍内部矛盾激烈，组成白军的各派势力争权夺利、内斗不断，白军组织松散，没有建立一个真正服众的政治核心，所以經過近4年的俄国内战，在1921年，布尔什维克党领导下的蘇維埃紅軍擊敗了白軍，处决了高尔察克，将邓尼金、弗兰格尔、尤登尼奇等人赶出国境；并击败了14个“帝国主义列强”外国军队的聯合武裝干涉，逼迫美国、英国、法国从列宁格勒、乌克兰和外高加索撤军，逼迫美国、日本和中国从西伯利亚撤军；消灭了乌克兰人民共和国、格鲁吉亚民主共和国等宣布脱离俄罗斯独立的少数民族政权，保卫了新生的苏俄政權，使其生存下来。

### 波苏战争

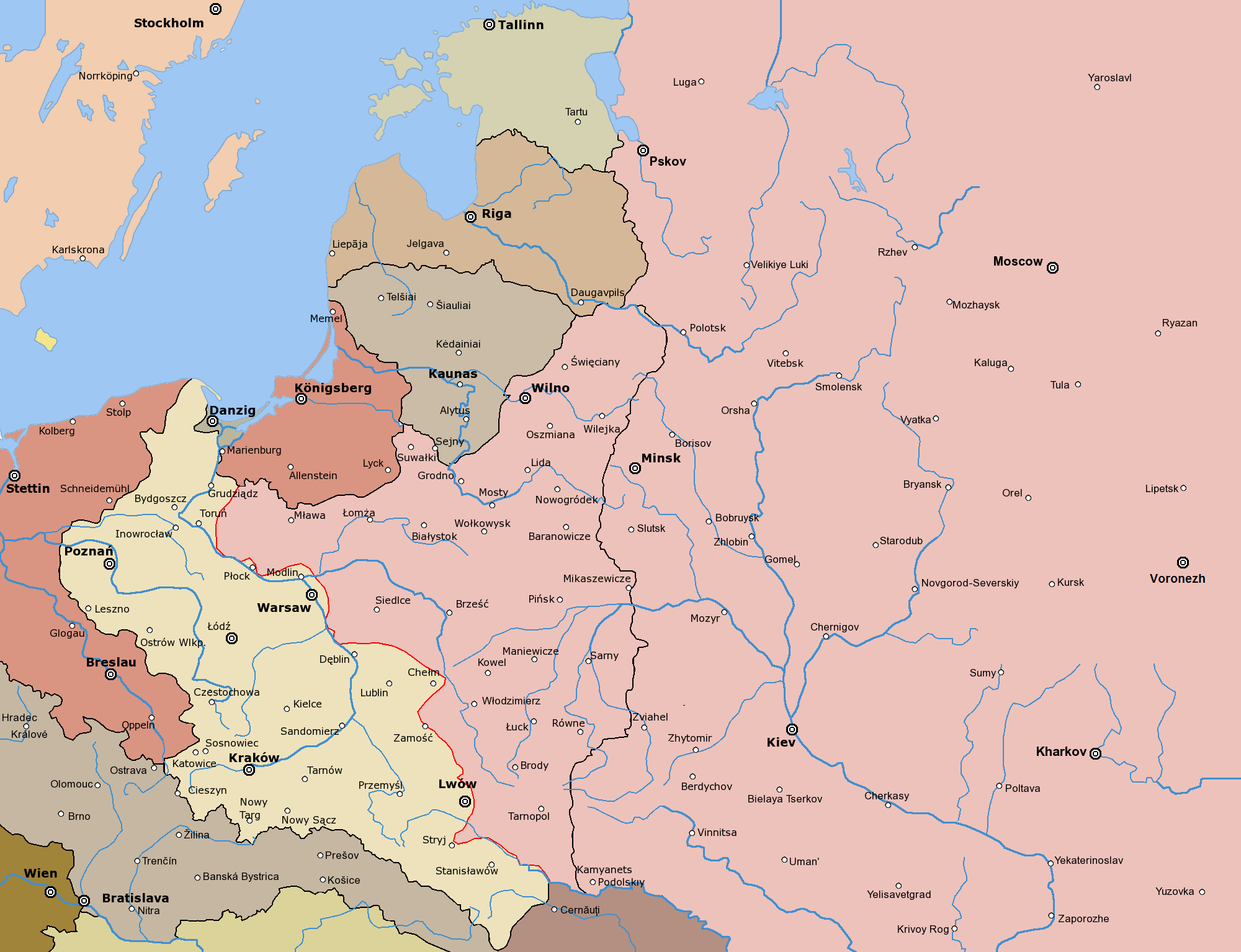
1920年8月初的蘇軍進展

1919年，第一次世界大战战胜国与战败国签订了凡尔赛条约，由于俄罗斯苏维埃联邦社会主义共和国与波兰的边界在凡尔赛条约中并未加以详细说明，而此时俄罗斯苏维埃联邦社会主义共和国由于内战限于混乱之中，波兰的国家元首约瑟夫·毕苏斯基认为这是波兰向东拓展疆土的有利时机，计划通过联合中东欧其余国家建立一个波兰化的联盟（Międzymorze，字面意思是「海之間」，按畢氏的計劃是指從波羅的海至黑海），作为对付德国和俄国帝国主义再度出现这一潜在威胁的防波堤。同时，俄罗斯苏维埃联邦社会主义共和国的最高领导人弗拉基米尔·列宁则认为红军可以經由波兰支援德国共产党，并在欧洲其他地方制造革命,先解放波兰，进而推动世界革命解放整个欧洲。
1919年，波兰军队控制了西乌克兰的大部分，在波乌战争中取得胜利，在波兰人和乌克兰人都提出要求的版图上建立一个乌克兰国家西乌克兰人民共和国的尝试未能成功。同时，布尔什维克在内战中取得优势，并向西进攻有争议的领土。1919年末，形成了一条清楚的阵线。边境小型冲突逐步升级，1920年4月，毕苏斯基的向东攻入乌克兰，开始了公开的战争。几乎同时，苏俄军队已经开始反攻，最初的反攻非常成功，苏军進至波兰首都华沙附近。这时，西方国家担心苏军抵达德国边境，对波苏战争的兴趣增加。在仲夏，华沙看来即将陷落，但在8月中旬局势再次倒转，波兰军队在华沙战役中取得了意外的、决定性的胜利。向东前进的波军節節勝利，苏俄提出求和，1920年10月，双方停火。1921年3月18日签订了正式的和平条约——《里加条约》，划分了波兰和苏联之间有争议的边界。这次战争在很大程度上决定了两次世界大战之间波苏边界。波苏战争初期，伴随着苏俄红军进入波兰境内，德国共产党、法国共产党和意大利共产党在西欧对苏俄的军事行动多有响应。最终伴随着苏俄红军兵败于波兰首都华沙城下，世界革命与解放全欧洲的计划彻底破产。

### 二战时期

#### 冬季战争

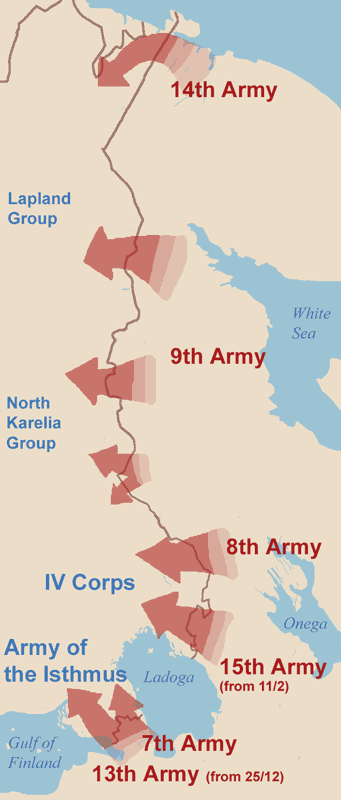
苏联红军进攻和芬兰军队防守态势图

1939年8月23日，苏联和纳粹德国签定互不侵犯条约，条约中包括一项秘密条款，在两国之间的东欧国家中划分势力范围，其中将芬兰划归苏联。1939年秋季，苏联要求芬兰将边界从列宁格勒后退25公里，并租借汉科半岛30年，以建设海军基地，苏联割让面積為兩倍，但在產業與國防重要性均遠遠不如所要求領土的卡累利阿领土给芬兰作为交换，由于苏联已於同年9、10月間強迫波羅的海三小國容許蘇軍進駐，芬蘭對蘇聯以此談判為出發點蠶食芬蘭的可能威脅感到戒慎恐懼，隨以警戒且相對強硬的立場回應，11月初，芬蘭提出相對讓步較少的解決方案，遭到蘇聯的拒絕。
苏联军队制造了“曼尼拉事件”，宣称芬兰军队炮击曼尼拉村造成苏联士兵的死亡，進而要求芬兰政府赔礼道歉，并将军队后撤20到25公里，但被芬兰政府拒绝。苏联以此为借口废除苏芬互不侵犯条约，11月30日，23个师共45万军队攻入芬兰边界，迅速抵达曼诺海姆防线，但是由于苏联领导人的轻敌和芬兰人的严谨备战，苏联红军受到了巨大损失。
1940年2月11日，在歷經蘇聯空軍從一月的大轟炸（估計出動七千架次）後，蘇聯軍再一次以人海戰術衝向曼諾海姆防線，造成芬蘭陣地前堆疊三四層屍體後也遭到被攻陷的結局。2月12日芬兰收到和平协议草案，不仅德国，瑞典也希望战争尽早结束以免受到波及，瑞典国王古斯塔夫五世公开宣布不再给予芬兰以军事援助。
到了2月底，芬兰的军事物资几乎消耗殆尽，苏联也已经攻破曼诺海姆防线。2月29日，芬兰政府同意谈判，3月5日，苏联军队又挺进10－15千米，逼近维堡郊区，芬兰政府要求停战，但苏联军队一直到3月12日协定签字才停止军队进攻。
不過就停戰的事後背景來看，蘇聯在這場戰役的結果算是險勝，隨著三月即將到來的融雪所造成的泥濘，會進一步造成蘇聯部隊機動力與後勤作業能力的下降。另外就是蘇聯入侵芬蘭已經導致蘇聯被國聯褫奪會籍並且驅逐出會，可見西方國家對這場戰爭的觀感與立場。
这次战争中苏联红军损失惨重，48,000人阵亡，27万人失踪。芬兰方面22,830人阵亡。芬兰老兵经常夸口说一名芬兰士兵倒下去，要换取10名苏联士兵的生命。此外苏联还丧失了2千辆坦克。红军的将军说在这次战争中“我们仅仅获得了足够埋葬阵亡將士们的土地”。

#### 苏德战争
1941年6月22日凌晨4时30分，纳粹德国在北起波罗的海、南至黑海的1800多公里的漫长战线上分为北方、中央、南方3个集团军群向苏联发动突然袭击。由于苏联领导人准备不足，苏联红军在战争初期节节败退，1941年9月底，德军中央集团军大举进攻莫斯科，这次进攻的代号是“台风”（Unternehmen Taifun）。德军用于台风行动莫斯科方向的兵力达180万，75个师，1700辆坦克，14000门火炮，1400架飞机。苏军在莫斯科以西300余公里纵深内，建立了梯次配置的多道防御地带，有3个方面军和一个战役集群，125万兵源，共75个师，990辆坦克，7600门火炮，677架作战飞机担任防御，苏共中央政治局、国防委员会、最高统帅部和总参谋部作战组一概不离开莫斯科。最凶猛的进攻遇到了最顽强的抵抗，进入10月份后，苏联进入了秋冬时节，而这对苏军则非常有利。11月7日，冒着德军的炮火，斯大林坚持在红场举行纪念十月革命胜利24周年的阅兵式，阅兵式后的苏军直接开赴前线。经过浴血奋战，苏军凭借极其坚强的抵抗和熟悉的自然条件，苏军顶住了德军进攻，并于1941年12月转入反攻。
在莫斯科会战失利后，德军将战略重点放在南线，集中力量进攻全苏最大的产油区——高加索油田。1942年5月，苏联红军在哈尔科夫地域的进攻作战失利，有几个集团军被全歼。6月德军攻占了苏联克里米亚地区黑海舰队的主港塞瓦斯托波尔（塞瓦斯托波爾戰役）。接着，挥师直指斯大林格勒和外高加索，企图从东南方向迂回莫斯科，并攻占外高加索的苏石油产地，切断苏南部地区与莫斯科的联系。苏联红军节节败退，被迫再次转入防御。6月28日，德军向顿河大草原方向发动了规模巨大的夏季攻势，渡过了顿河河曲，攻占了顿河畔罗斯托夫 。

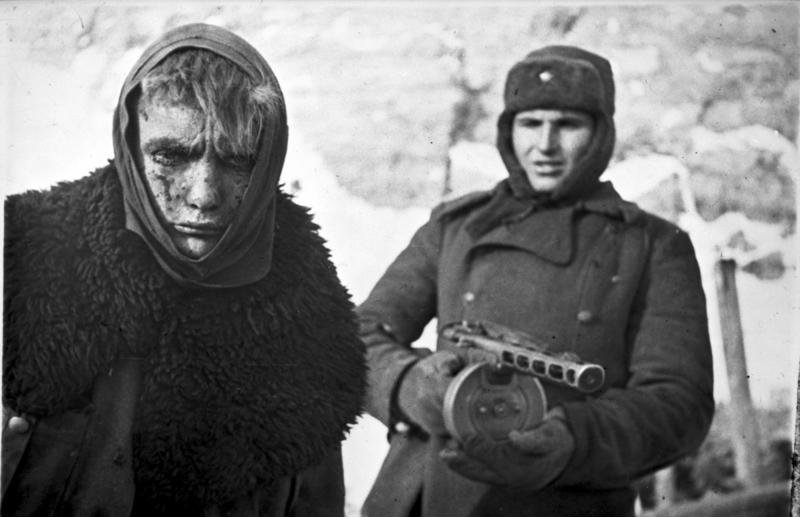
紅軍士兵正押送一名德軍戰俘前去囚禁

斯大林格勒战役打响，经过艰苦卓绝的战争，苏联红军完全歼灭了进攻斯大林格勒的德军第六集团军，从而根本扭转了苏德战场的局势。苏军在斯大林格勒战役的胜利，使苏德战争出现了历史性转折。1943年7月，库尔斯克战役打响，8月23日，苏联红军取得了胜利，至此，苏联完全赢得了战争主动权。
1944年，苏联收复了本国的全部领土，并将战线推移到境外，进入波兰、罗马尼亚、保加利亚、南斯拉夫等国，1945年初，在苏德战场上，苏联军队（包括约34万人的波、罗、保、捷的军队和法国空军团）总兵力670万人，拥有10.73万门大炮和迫击炮，1.21万辆坦克和强击火炮，1.47万架飞机。与此相比，德军拥有370万人（其中包括21万匈牙利部队），5.62万门大炮和迫击炮，8100辆坦克和强击火炮，4100架飞机。苏军在兵力和武器方面占有绝对优势。
1945年春天，苏军在东欧各国军民的配合下，通过布達佩斯戰役、維斯瓦河-奧得河攻勢、西里西亞攻勢、東波美拉尼亞攻勢，消灭大量德军有生力量，占领波兰、匈牙利、奥地利东部及维也纳、捷克斯洛伐克一部分和德国东部。为攻克柏林创造了条件。
到1945年3月底和4月初，苏军已为攻打柏林作好准备。参加这次战役的部队是朱可夫元帅指挥的白俄罗斯第一方面军，罗科索夫斯基元帅指挥的白俄罗斯第二方面军和科涅夫元帅指挥的乌克兰方面军，总兵力在250万人以上，希特勒为死守柏林，也组织了总共为100万人的兵力。
1945年4月16日，苏军从奥得河、尼斯河同时向柏林发动进攻，激战16个昼夜，至5月2日下午3时，德军停止抵抗，柏林战役结束。苏军歼灭和俘虏德军40多万人。盘据在捷克斯洛伐克的德国两个集团军群（55个师）也于5月中旬投降。苏联红旗插上了位于柏林的德国国会大厦的顶峰，标志着战争的结束。

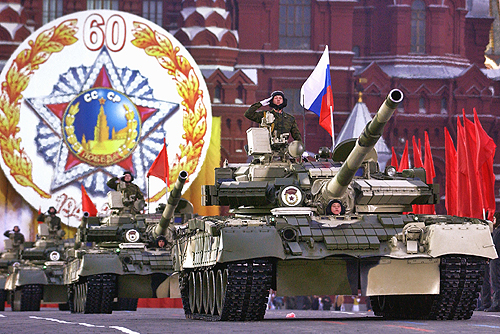
由苏联武装力量改組而来的俄联邦武装力量参加2005年红场阅兵

1945年5月8日24时，德国无条件投降仪式在柏林正式举行。参加仪式的苏方代表是朱可夫元帅和外交部副部长维辛斯基。仪式由朱可夫主持。盟军最高统帅部的代表是：英国空军上将特德、美国战略空军司令斯帕茨将军、法军总司令塔西尼，代表德国在投降书上签字的是：陆军元帅威廉·凱特爾、海军上将弗雷德堡、空军上将施通普夫。德国投降书于1945年5月9日零时生效。欧洲战争到此结束。

### 冷战时期
第二次世界大战结束时，苏联红军占领了波兰、捷克斯洛伐克、匈牙利、罗马尼亚、保加利亚等国，并和英国、美国、法国等一起占领了德国、奥地利等国。
1946年2月，红军及红海军一同被改组为“苏联武装力量”（ВС СССР），完成了从民兵式武装向国家正规军的转变。但实际上许多人仍习惯称其为苏联红军。
在1950年-1953年的朝鲜战争中，苏联曾派出飞行员参战。1951年时，AK-47开始裝备苏联武装力量。1956年，苏联派兵迅速镇压了匈牙利革命，在越南战争中，苏联向北越派遣了大量的军事顾问并提供了大量的武器，1968年，苏联派兵镇压了捷克斯洛伐克的布拉格之春，在20世纪下半期持续不断的阿拉伯-以色列冲突中苏联向阿拉伯一方派遣了大量的军事顾问并派出了少量飞行员参战。20世纪60年代末和70年代初，苏联和中华人民共和国产生了边界冲突，1979年，苏联出兵阿富汗，陷入了长达十年的阿富汗战争。
1991年苏联解体时，苏联的军事力量被各个加盟共和国瓜分，其中俄罗斯分得的数量最多。

## 指挥结构，意识形态和军事学说的发展

### 党的领导
苏联共产党对苏联的武装力量实行牢牢地控制，第一，只有党员才能成为军官，第二，最高军事领导人已经被系统纳入党的最高层。第三，苏联共产党通过克格勃安插在武装力量的成员对武装力量实行严格的监督。

### 军事反间谍
苏联共产党一贯重视对军队的反间谍工作，苏联共产党通过契卡、国家政治保卫局、国家政治保卫总局、内务人民委员部、国家安全人民委员部、克格勃对军队中的异己分子实行清洗。

### 军事学说
经过几十年的战争，苏联产生了丰富的军事学说，如大縱深作戰理論等。

## 扩展阅读
- Various. William Reger, David Jones , 编. . Academic International Press.   [2012-07-07]. （原始内容存档于2020-12-28）.